# Joomla!
Joomla! je CMS sustav za upravljanje web sadržajem otvorenog koda ("open source") koji služi objavljivanju sadržaja na World Wide Webu i intranetu. Pisan je u PHPu a za spremanje podataka koristi bazu podataka MySQL. Joomla dolazi s opcijama za upravljanje tekstom i slikama, prikaz sadržaja u RSSu, PDFu i verziji za printanje, raznim modulima kao što su "posljednje novosti" i "popularni sadržaji", upravljanje banerima i anketama, tražilicom i kontakt formom. Osim navedenih opcija dostupne su tisuće specijaliziranih dodataka koji mogu Joomla! site pretvoriti npr. web dućan, multimedijalnu galeriju ili on-line zajednicu.
Još jedna odlika ovog sustava je i podrška za strane jezike pa je tako moguće preuzeti hrvatski jezični paket koji će je u potpunosti prevesti na hrvatski jezik. Joomla! je izdana pod GNU GPL v2 licencom ↓(1).

## Povijest
Joomla! je nastala 17. kolovoza 2005. kao fork sustava Mambo od strane razvojnog tima Joomla!. U to vrijeme Mambo je bio pod zaštitom tvrtke Miro International Pty Ltd koji su osnovali neprofitnu organizaciju koja je imala cilj financirati projekt Mambo i pravno ga štiti. Razvojni tim Joomle tvrdi da je dolazilo do niza neslaganja, nedostatka komunikacije i djela koja su kršila vrijednosti otvorenog koda. Vođa tima, Andrew Eddie, je uskoro objavio otvoreno pismo zajednici u kome je najavio odvajanje  ↓(2). Timovi su se ubrzo reorganizirali i okupili oko stranice OpenSourceMatters te počeli raditi na novom projektu.
Ime "Joomla!" je objavljeno 1. rujna 2005  ↓(3), a znači swahili riječ jumla  ↓(4) pisanu na engleskom jeziku. Prva verzija Joomle (Joomla 1.0.0) je objavljena 16. rujna 2005., a to je bio malo prerađeni i preimenovani Mambo CMS.
Joomla je 2006. i 2007. dobila nagradu "Open Source Content Management System Award" koju dodjeljuje izdavačka kuća Packt Publishing. ↓(5)  ↓(6)
Verzija 1.5 je objavljena 22. siječnja 2008 i još se redovito nadograđuje.  ↓(7).
U listopadu 2009 izvještaj "Open Source CMS Market Share Report 2009" zaključuje da je Joomla! najpopularniji sustav za upravljanje sadržajem otvorenog koda.
Aktualna verzija je 1.6 čija je druga alfa verzija objavljena u listopadu 2009  ↓(8), a puna verzija je izdana u siječnju 2011  ↓(9). U vrijeme izlaska Joomle 1.6 projekt CMSCrawler.com  daje izvještaj da je Joomla! najpopularniji sustav u Europi i Hrvatskoj gdje ima gotovo 50%-tnu zastupljenost  ↓(10).

## Nagrade
Joomla! CMS dobio je brojne nagrade i priznanja od svog osnutka 2005. godine.
- 2005
  - Linux & Open Source Awards in London Best Linux / Open Source Project
- 2006
  - Packt Open Source Awards — Best Open Source CMS
  - UK Linux & Open Source Awards Best Linux / Open Source Project - Joomla! Wins Again at UK LinuxWorld
- 2007
  - Packt Open Source Awards — Best PHP Open Source CMS
- 2008
  - Packt Open Source Awards 
    - Open Source CMS Most Valued Person — Personal award Johan Janssens
    - 1st Runner-up Best Open Source CMS
    - 1st Runner-up Best Overall Open Source CMS
- 2009
  - Packt Open Source Awards
    - Open Source CMS Most Valued Person — Personal award Louis Landry
    - 1st Runner-up Packt Hall of Fame CMS
    - 2nd Runner-up Best Open Source CMS
- 2010
  - Packt Open Source Awards — 2nd Runner-up Hall of Fame CMS
- 2011
  - Packt Open Source Awards — Best Open Source CMS
- 2012
  - Infoworld Bossie Awards — Best Open Source Application
- 2014
  - CMS Critic People's Choice Awards — Best Open Source PHP CMS
- 2015
  - CMS Critic People's Choice Awards — Best Free CMS
- 2016
  - CMS Critic People's Choice Awards — Best Free CMS
- 2017
  - CMS Critic People's Choice Awards - Best Free CMS[4]

## Instalacija
Joomla se putem ugrađenog instalacijskog čarobnjaka može brzo i lako instalirati na WAMP, LAMP ili slične platforme. Moguća je i ručna instalacija, ali zahtjeva više truda i znanja. Mnogi web hosting sustavi imaju ugrađenu automatsku instalaciju Joomle koja se može izvršiti jednim klikom.
Joomlu je osim na Apache poslužitelj moguće instalirati i na IIS, a početkom 2010. Joomla i Microsoft su potpisali ugovor o suradnji. ↓(11)

## Dodaci (ekstenzije)
Na službenom Joomlinom siteu za dodatke, kao i na mnogim drugim stranicama dostupne su tisuće dodataka koji mogu na stranicu dodati web dućan, multimedijalnu galeriju, on-line zajednicu ili stotine drugih mogućnosti. Osim apikacijskih dodataka mogu se pronaći i stotine Joomla! predložaka koji mogu promijeniti dizajn sitea. Osim što su svi ti dodaci lako dostupni također ih je i lako ugraditi na Joomlinu stranicu putem instalacijskog sučelja.

## Zajednica
Glavna snaga Joomle leži u jakoj zajednici korisnika, a samo je službeni Joomla forum početkom 2010. imao gotovo 400 tisuća korisnika i preko dva milijuna postova. ↓(12). Osim na službenom forumu Joomla zajednica ima stotine neslužbenih i lokalnih foruma, stranica i blogova.
Od 2009. godine postoji stranica alltogetherasawhole.org koja okuplja Joomla profesionalce, a okupila ih je jedna od istaknutih članica Joomla! zajednice Amy Stephen ↓(13).

### Zajednica na hrvatskom jeziku
Zajednica korisnika Joomle na hrvatskom jeziku postoji od samih početaka Joomle na stranici crojoomla.com  Arhivirana inačica izvorne stranice od 6. veljače 2010. (Wayback Machine) koju je oformila Klaudia Barić ↓(14). Najpopularniji dio stranice je forum  Arhivirana inačica izvorne stranice od 3. svibnja 2010. (Wayback Machine) koji početkom 2010. ima gotovo 4500 korisnika i gotovo 55 tisuća postova  ↓(15).
Do verzije Joomle 1.5 croJoomla tim redovito je izdavao Joomlu na hrvatskom jeziku, a nakon toga nastavlja izdavati hrvatski jezični paket  Arhivirana inačica izvorne stranice od 4. ožujka 2010. (Wayback Machine) koji osnovnu instalaciju Joomle u potpunosti prevodi na hrvatski jezik.

### Udruga Joomla korisnika "Joomla Hrvatska"
Krajem 2010.godine najavom gašenja crojoomla foruma crojoomla forumaši u cilju nastavka rada i međusobne pomoći pokreću inicijativu za osnivanjem nove zajednice Joomla-Hrvatska. 15.siječnja 2011 organiziraju u Zagrebu prvi Joomla! event u net klubu MAMA u Preradovićevoj 18. na kojem se okupilo tridesetak Joomlaša kako iz Hrvatske tako i iz susjednih zemalja čime su pokazali svoju podršku daljnjem razvoju na radu zajednice. Pokreću nove tematske Joomla! stranice Joomla-Hrvatska, forum  Arhivirana inačica izvorne stranice od 24. siječnja 2011. (Wayback Machine)  ↓(16)i wiki Joomla!  Arhivirana inačica izvorne stranice od 5. veljače 2016. (Wayback Machine) kao besplatnu bazu znanja o Joomla CMS-u.
Udruga  "Joomla-Hrvatska" kao svoj prvi projekt osniva novi prevoditeljski tim koji preuzima brigu o hrvatskom prijevodu Joomle od verzije 1.6.

## Vanjske poveznice
- Joomla! - službena web stranica
- Joomla! Hrvatska - [neaktivna poveznica]
- Joomla! Extensions - dodaci za Joomlu!
- crojoomla.com  Arhivirana inačica izvorne stranice od 23. srpnja 2019. (Wayback Machine) hrvatski Joomla! portal
- Joomla novosti i tutorijali  Arhivirana inačica izvorne stranice od 11. travnja 2010. (Wayback Machine) na hrvatskom jeziku